# Chloe East
Chloe East (San Clemente, 16 februari 2001) is een Amerikaans actrice. Ze is onder andere bekend van haar rollen in de televisieserie True Blood en de films The Fabelmans en Heretic.

## Biografie
East werd geboren in San Clemente in 2001. Ze heeft twee broers. Op tweejarige leeftijd begon East met dansen, en won als danseres meerdere prijzen. East groeide op als mormoon, maar is geen actief lid ervan.
Op negenjarige leeftijd begon East met modellenwerk. Twee jaar later begon haar acteercarrière in de HBO televisieserie True Blood. Hierna volgden rollen als Jessica Darling in de film Jessica Darling's IT List en een terugkerende rol in de Disney Channel televisieserie  Liv and Maddie In 2016 werd East gecast in de rol van Willow Pierce in de dramaserie Ice.
East werd in maart 2017 eveneens gecast in de rol van Reese, de nicht van het titelpersonage Kevin in de ABC dramaserie Kevin (Probably) Saves the World, dat uitkwam in 2017–2018. In midden 2018 werd ze gecast in de dansfilm Next Level, die uitkwam in 2019. East verscheen in 2020 als Jenna in de film The Wolf of Snow Hollow. In 2021 werd East gecast in de coming-of-age film The Fabelmans van Steven Spielberg die uitkwam in 2022. Het personage van East, Monica Sherwood, wordt de vriendin van Sammy Fabelman, gespeeld door Gabriel LaBelle in het tweede gedeelte van de film. Het verhaal is geïnspireerd op een fictieve high school. Hetzelfde jaar werd ze gecast in de film Going Places In september 2023 rondde ze de opnames af van haar rol in de komediefilm Popular Theory.
In 2024 verscheen East in de horrorfilm Heretic naast Hugh Grant en Sophie Thatcher. Samen met Thatcher speelt ze een mormonenmissionaris die bij het huis van Grant langsgaan en hem terroriseert. East en Thatcher zijn beide mormoons opgevoed. Voor regisseurs Scott Beck en Bryan Woods was het belangrijk voor de geloofwaardigheid van de rol.

## Privé
East is sinds oktober 2021 getrouwd met Ethan Precourt.

## Filmografie

### Films
| Jaar | Titel                   | Rol             |
| ---- | ----------------------- | --------------- |
| 2019 | Next Level              | Lucy Rizzo      |
| 2020 | The Wolf of Snow Hollow | Jenna Marshall  |
| 2022 | The Fabelmans           | Monica Sherwood |
| 2024 | Popular Theory          | Ari Page        |
| 2024 | Heretic                 | zuster Paxton   |

### Televisie
| Jaar      | Titel                            | Rol             | Extra                                |
| --------- | -------------------------------- | --------------- | ------------------------------------ |
| 2013      | True Blood                       | Elfjarig meisje | 2 afl.                               |
| 2016–2017 | Liv and Maddie                   | Val Wishart     | Terugkerende rol (seizoen 4), 8 afl. |
| 2016–2017 | Ice                              | Willow Green    | Hoofdrol (seizoen 1)                 |
| 2017–2018 | Kevin (Probably) Saves the World | Reese Cabrera   | Hoofdrol                             |
| 2021      | Generation                       | Naomi           | 16 afl.                              |
| 2024      | No Good Deed                     | Emily Morgan    |                                      |